# San Pietro in Casale
San Pietro in Casale är en ort och kommun i storstadsregionen Bologna, innan 2015 i provinsen Bologna, i regionen Emilia-Romagna i Italien. Kommunen hade 12 435 invånare (2018).
Delar av Hertigdömet Galliera och dess säte, ett tidigare ärkebiskopspalats i Massumatico, låg i San Pietro in Casale.